# Regionalverband Saarbrücken
Regionalverband Saarbrücken er et kommunalt administrativt samarbejde i den sydligste del af den tyske delstat Saarland.  
Den grænser til følgende landkreise: Saarlouis i vest, Neunkirchen i nord og Saarpfalz-Kreis i øst. Den franske grænse og departementet  Moselle grænser op i syd.
Saarbrücken fungere som administrationsby. 

## Byer og kommuner
(indbyggere pr. 31. december 2008)
| Byer | Kommuner |
| --- | --- |
| 1. Friedrichsthal (10.969) 2. Püttlingen (20.142) 3. Saarbrücken (176.749) 4. Sulzbach (17.679) 5. Völklingen (40.086) | 1. Großrosseln (8651) 2. Heusweiler (19.805) 3. Kleinblittersdorf (12.535) 4. Quierschied (13.940) 5. Riegelsberg (15.113) |